# Liga de los Proscritos

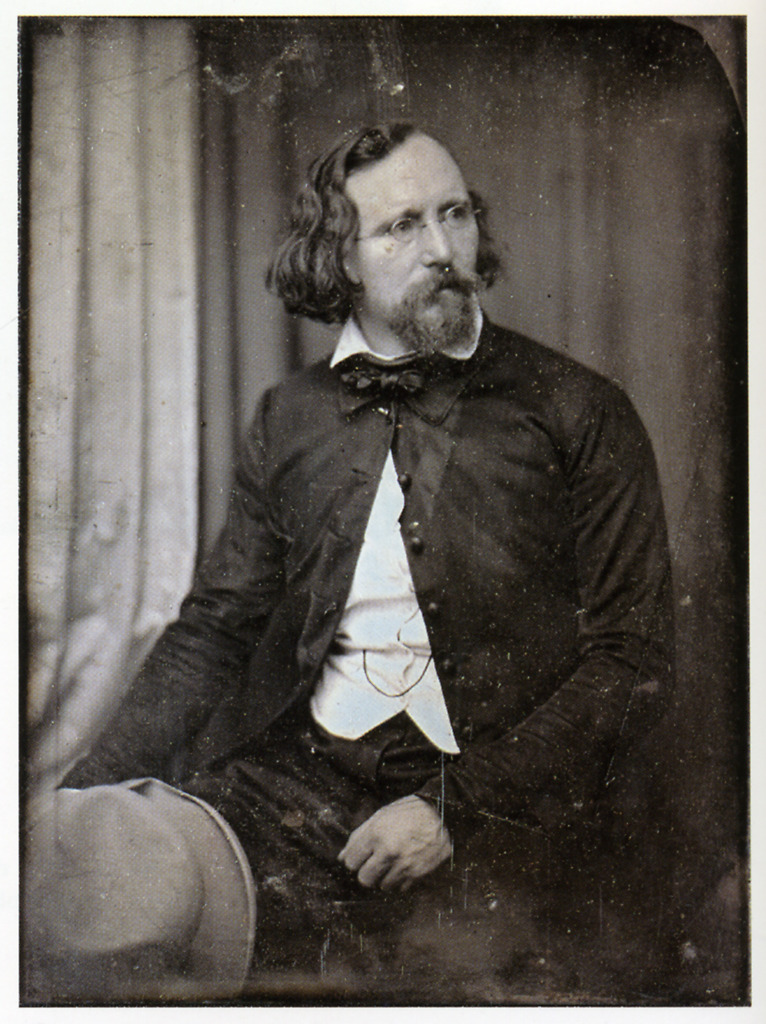
Jakob Venedey, uno de los dirigentes de la Liga y director en sus inicios del periódico El Proscrito (Daguerrotipo de Hermann Biow, 1848).

La Liga de los Proscritos (Bund der Geächteten) fue una organización revolucionaria clandestina fundada en París en 1834 por oficiales artesanos alemanes emigrados con la finalidad de «liberar a Alemania del yugo de su vergonzosa servidumbre y crear un Estado que, en la medida de lo posible, haga que sea imposible la vuelta a la miseria y a la esclavitud». De la Liga de los Proscritos surgirá en 1836 la Liga de los Justos que en 1847 tomará el nombre de Liga de los Comunistas, a propuesta de sus dos miembros más destacados Karl Marx y Friedrich Engels.

## Historia
Las primeras organizaciones revolucionarias alemanas surgieron en el extranjero bajo el impulso de los oficiales artesanos emigrados y de algunos intelectuales exiliados. Uno de los grupos más activos fue el de París, donde en 1832 surgió la Deutscher Volksverein (Unión Popular Alemana) integrada sobre todo por artesanos zapateros, y que comenzó a editar folletos en alemán para distribuirlos por los estados alemanes fronterizos con Francia.
En estos mismos medios surgió dos años más tarde la Liga de los Proscritos que tomó como modelo organizativo el clandestino, jerárquico y conspirativo de los carbonarios —lo que le permitió eludir a la policía francesa y alemana— y que comenzó a editar la revista mensual Der Geächtete (El Proscrito), dirigida inicialmente por el periodista republicano y antiguo profesor de la Universidad de Heidelberg Jakob Venedey, siendo sustituido por el tipógrafo alsaciano Éduard Rauch cuando fue expulsado de París en 1835 —aunque pudo volver un año después—. El principal colaborador de la revista fue Theodor Schuster, antiguo profesor de la Universidad de Gotinga, quien difundió las ideas de los socialistas utópicos franceses y del economista suizo Sismondi, y abogó, entre otras reformas, por la constitución de Talleres Nacionales, para «remediar el desarrollo de la desigualdad» como lo probaba el «destino triste de los obreros de las fábricas» y al que «la gran mayoría de los artesanos estaban [también] destinados». En uno de sus artículos Schuster escribió sobre la cuestión social:

Cada progreso de la industria y de las artes en nuestra sociedad significa un retroceso del bienestar de los hombres y de la cultura humana. Para que el pueblo acceda a la inteligencia se necesitará, en una próxima revolución, derribar, no solamente al monarca, sino a la monarquía. Esta última está formada no por las armas y las coronas, sino por los privilegios; y el mayor de todos los privilegios es la riqueza.

En el artículo 2 de los Estatutos se decía que la meta de la organización era «la afirmación y el mantenimiento de la igualdad social y política, de la libertad, de las virtudes cívicas y de la unidad popular». Estos principios fueron desarrollados en el documento Profesión de fe de un proscrito, publicado como hoja volandera en 1834, en el que se pedía el establecimiento de una «república democrática» que garantizara todas las «libertades» y en la que reinara la igualdad. «La libertad y la igualdad son las columnas que sustentan el Estado; la unidad y la virtud son el terreno en el que las primeras se apoyan», por lo tanto «libertad, igualdad, virtud y unidad nacional deben ser los principios en los que se funde la futura constitución de Alemania, si se quiere asegurar la salvación de Alemania, la felicidad de los honrados alemanes».